# 山梨県立桂高等学校
山梨県立桂高等学校（やまなしけんりつ かつらこうとうがっこう）は、山梨県都留市四日市場に所在した公立の高等学校。

## 概要
1966年に開校し2016年に閉校した。閉校時には全日制で普通科と文理科（旧英語科）が設置されていた。文化祭は、「桂高祭」と呼ばれていた。
ラグビー部は、近年は日川高校と県代表を争い花園に2回出場した。

## 沿革
- 1966年 - 山梨県立桂高等学校として開校。普通科を設置。山梨県立谷村高等学校普通科を編入。
- 1988年 - 普通科とは別に、英語科を設置する。
- 1990年 - 米国テネシー州ヘンダーソンヴィル高等学校並びにビーチ高等学校と姉妹校調印締結。
- 2002年 - 英語科に代わり文理科を設置。
- 2014年4月 - 山梨県立谷村工業高等学校と再編・統合した山梨県立都留興譲館高等学校の開校に伴い、生徒募集停止。
- 2016年3月31日 - 閉校。

## 校歌
作詞は深尾須磨子、 作曲は諸井誠。  

## 姉妹校
- ヘンダーソンヴィル高等学校 (Hendersonville High School)  - アメリカテネシー州
- ビーチ高等学校 (Beech High School)  - アメリカテネシー州

## 出身者
- 山本美香 - ジャーナリスト
- 水越けいこ - シンガーソングライター
- 早野貴大 - 元ラグビー選手
- 加藤圭太 - ラグビー選手
- 渡邊昌紀 - ラグビー選手
- 森屋宏 - 政治家